# Registre civil
El registre civil és una funció administrativa (per regla general un servei públic) que té per objectiu deixar constància dels fets o actes relatiu a l'estat civil de les persones naturals i altres que les lleis li encomanin. En el registre civil s'inscriu els naixement, la filiació, el nom i els cognoms de les persones, les emancipacions; les defuncions reals o presumptes; els antecedents penals; la pàtria potestat, les guardes i els matrimonis.

## Fonaments
Les relacions socials requereixen freqüentment acreditar de manera segura i indiscutible les condicions de capacitat i l'entorn familiar de les persones, la seva edat, la seva solteria o la possible incapacitació.
L'experiència ha demostrat que les dades relatives a l'estat civil de les persones han de ser recollits de manera fidedigne i custodiats en arxius oficials. Això beneficia, tant als interessats com a l'Estat i als tercers.
A més els estats moderns han mostrat un enorme interès per comptar amb un registre dels seus ciutadans, de gran utilitat per a diverses qüestions com el cens electoral, la protecció de les famílies nombroses, etc. El Registre civil és l'organisme que cobreix aquesta informació. En conclusió, tracta que cada persona tingui una identificació, que sigui algú, que tingui nom i cognom, d.n.i, segur, i altres coses necessàries

## Antecedents
Els vestigis més remots que poden citar-se com antecedents del Registre Civil els trobem en les cultures en què es practicaven censos.
A l'antiga Roma (segle VI a. C.), van existir dades censals des de l'època del rei Servi Tul·li. Al segle ii, es van implantar normes sobre filiació. També es va decretar l'obligació dels pares de registrar el naixement dels seus fills.
Durant l'edat mitjana, l'expansió i l'auge del catolicisme va fer que l'Església catòlica tingués el control del registre dels batejos -la partida de baptisme era l'instrument utilitzat per a això, encara que no tenia en compte als nadons nascuts però no batejats per l'Església catòlica- i matrimonis. Els primers llibres parroquials on apareixen inscripcions es troben a França i Itàlia central, a mitjan segle xiv.
El 1787 a França, Lluís XVI va disposar la llibertat de cultes i, amb això, l'establiment d'un rudimentari Registre Civil perquè els naixements, els matrimonis i les defuncions fossin objecte d'inscripció davant els oficials de la justícia reial.
La Revolució francesa de 1789 va comportar la constitució civil del clergat i, en 1804, es va regular el funcionament del Registre Civil, secularitzat en el Codi de Napoleó.
A partir del segle xix, la seva existència es va estendre a la resta del món com a part del progressiu procés secularitzador de l'Estat i el dictat de lleis laïcistes.
A Espanya, el primer Registre Civil es va crear només per a mitjanes i grans poblacions. Va començar les seves anotacions amb data 1 de gener de 1841 i va ser substituït per un nou sistema, encara vigent, a partir l'1 de gener de 1871.